# Boris Vladimirovič Davydov
Boris Vladimirovič Davydov (in russo Борис Владимирович Давыдов?; 21 luglio 1883 – Leningrado, 30 settembre 1925) è stato un esploratore, idrografo, geodeta russo e sovietico.
Colonnello del corpo idrografo della Marina, esploratore dei mari dell'Asia nord-orientale. Nel 1924 guidò una spedizione che issò la bandiera sovietica sull'isola di Wrangel.

## Biografia
Diplomato nel Corpo dei cadetti della Marina  nel 1901, fece parte del 1º squadrone del Pacifico sul posamine Amur, partecipando alla difesa di Port Arthur durante la guerra russo-giapponese.
Tra il 1906 e il 1910, si diplomò al dipartimento di idrografia dell'Istituto navale di San Pietroburgo e studiò astronomia e geodesia all'osservatorio di Pulkovo. Nello stesso anno (1910) partì con la spedizione progettata da Andrej I. Vil'kickij per sviluppare e mappare la rotta del Mare del Nord su due navi rompighiaccio: Tajmyr e Vajgač. Davydov fu nominato comandante del Tajmyr nel 1910, mentre Aleksandr Kolčak comandava il Vajgač. Nel giugno 1910 le navi raggiunsero Vladivostok attraverso la rotta marittima meridionale, dove furono riparate caldaie e macchinari. Ivan S. Sergeev divenne capo della spedizione. Furono determinate le coordinate geografiche dei punti lungo la costa, da capo Dežnëv alla foce del fiume Kolyma, solo l'anno successivo (1911) e furono raccolti i dati per un manuale nautico.
Davydov divenne capo della spedizione idrografica del Pacifico nel 1913 e condusse indagini sulle acque costiere del mare di Ochotsk. Iniziò anche il lavoro di rilevamento sulla costa del mare di Bering. Dopo la Rivoluzione d'ottobre, la guerra civile russa nel 1919 impedì il completamento di quest'opera. Con l'instaurazione del potere sovietico in Estremo Oriente, Davydov divenne capo dell'amministrazione per la sicurezza marittima dell'area. Utilizzando i dati precedentemente raccolti, creò un'opera di 1 500 pagine che fu pubblicata nel 1923 con il titolo Localizzazione delle coste della RSFSR, il mare di Ochotsk e la costa orientale della Kamčatka (in russo «Лоция побережий РСФСР Охотского моря и Восточного берега Камчатки»?).
Nel 1924 fu capo spedizione sulla rompighiaccio Krasnyj Oktjabr' (Ottobre Rosso) verso l'isola di Wrangel, rivendicata dal Canada e dagli Stati Uniti. Il 20 agosto, Davydov issò la bandiera sovietica sull’isola e prese a bordo con la forza il gruppo dei cosiddetti "coloni canadesi". Di fatto il gruppo era composto dall'americano Charles H. Wells e da dodici eschimesi. Sulla via del ritorno, il 25 settembre la rompighiaccio rimase bloccata a capo Schmidt. Solo dopo che il ghiaccio si sciolse a causa di una tempesta, Davydov riuscì a raggiungere la baia Providenija con l'ultima riserva di carburante e senza acqua dolce. Il 29 ottobre arrivò a Vladivostok. I negoziati sovietico-americani e poi sino-americani per il ritorno dei coloni di Wrangel in patria attraverso Harbin durarono a lungo: Charles Wells morì a Vladivostok di polmonite, mentre due bambini eschimesi morirono durante il successivo viaggio.

## Luoghi dedicati
- Una baia sull'isola di Wrangel, una baia sull'isola Dobrynja Nikitič (Isole di Pachtusov) e un promontorio sull'isola Bolscevica prendono il nome da Boris V. Davydov.
- Capo Davydov è un promontorio ghiacciato sulla costa Giorgio V dell'Antartide orientale. Si trova sul lato est della penisola di Mawson.
- Dal 1966 al 2005, la Flotta del Nord comprendeva la nave da ricerca oceanografica Boris Davydov. Inoltre, una nave cisterna di tipo «Jamalmax» è stata chiamata in onore di Davydov.